# Verticipronus tristanensis
Verticipronus tristanensis is een tweekleppigensoort uit de familie van de Philobryidae. De wetenschappelijke naam van de soort is voor het eerst geldig gepubliceerd in 1952 door Soot-Ryen.